# Helen Dorsey Binkerd Young

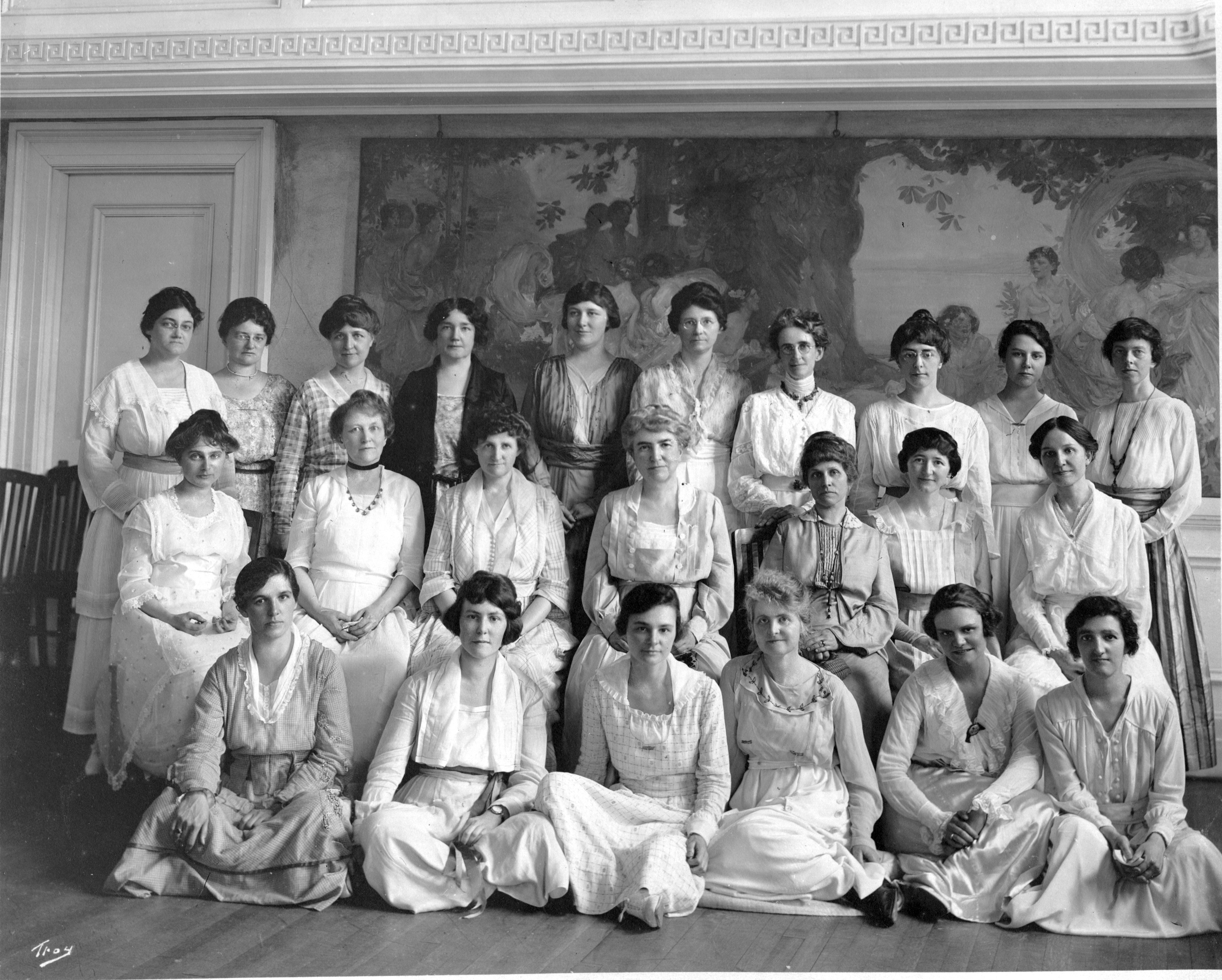
Helen Binkerd junto a compañeras de la Universidad de Cornell, 1918

Helen Dorsey Binkerd Young (1877-1959) fue una de las primeras mujeres arquitectas de Nueva York. Se graduó en la Universidad de Cornell en 1900, donde impartió clases durante más de diez años sin recibir ningún tipo de retribución económica, en el Departamento de Economía, entre los años 1910-1921. Muchas de sus conferencias se centraron en temas de arquitectura y organización. Sus textos son todavía utilizados en las universidades de Arquitectura en el capítulo de diseño de viviendas.

## Biografía
Helen Dorsey Binkerd Young nació el 19 de abril de 1877 en Dayton, Ohio. Logró la licenciatura en Arquitectura en la Universidad de Cornell en 1900, ganando una medalla por sus diseños en ese mismo año. Se casó en 1902 en Brooklyn, Nueva York, con George Young, (1878-1956), un compañero también arquitecto. Después de su matrimonio, la pareja vivió durante un breve tiempo en Nueva York y Pittsburgh, antes de regresar a Ítaca en el otoño de 1909. Binkerd y Young habían ofrecido sus servicios de profesores de Arquitectura. y como no hallaban empleo como arquitectos o docentes, Binkerd aceptó un trabajo no retribuido como profesora  en el Departamento de Economía en Cornell. Sus diseños y su desempeño como arquitecta le valieron entrevistas en The New York Times ("Lo que las mujeres deben saber").

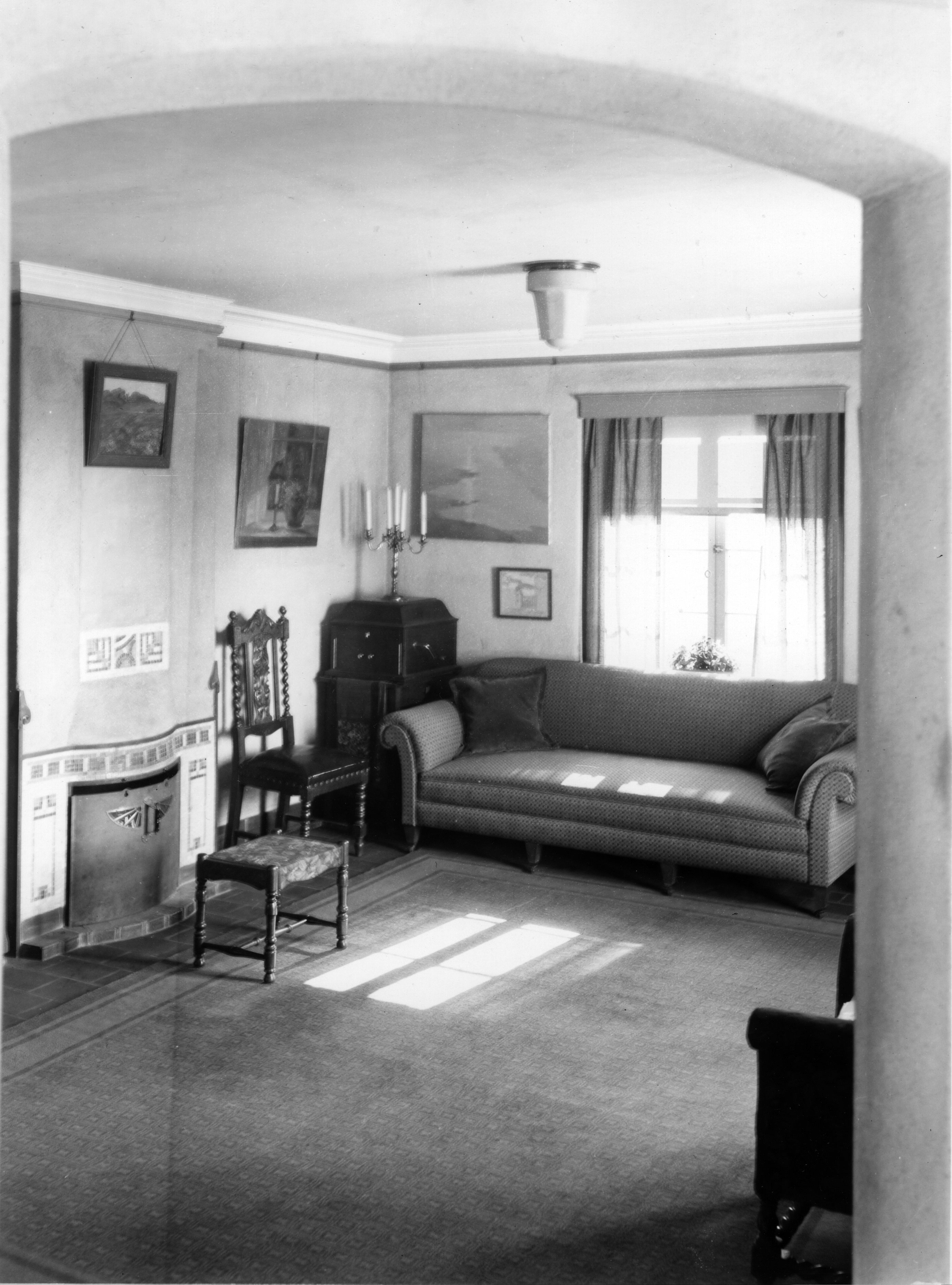
"Hidden House" (casa escondida), diseñado por Helen Binkerd para vivir allí con su marido.

En 1918 ella y Young  diseñaron la "Casa Escondida", su residencia en Overlook Road, la cual fue publicada en 1927 en la revista American Architect magazine. En 1920, Binkerd abandona su puesto de  profesora para trabajar como arquitecto, pasando a trabajar diseñando muchas de las casas en Cayuga Heights, New York. Ejercieron la actividad por varias décadas, muchas veces haciendo trabajos en conjunto. Hasta que en 1946, Young se retiró de Cornell y la pareja se mudó a California, donde él falleció en 1956. y Binkerd fallece tres años después, en 1959

## Legado
Los escritos de Binkerd en la época laboral en Cornell, han sido referenciados en las revistas científicas, como en Architectural Research Centers Consortium's Enquiry Magazine; Winterthur Porfolio ; y en un informe de evaluación elaborado por la Universidad de Columbia, entre otros.

## Trabajos publicados
- «Household decoration». The Cornell Reading Course for the Farm Home (Ithaca, New York: Cornell University) (5). octubre de 1911.[10]
- «The Farmhouse». The Cornell Reading Course for the Farm Home (Ithaca, New York: Cornell University) (39). octubre de 1911.[10]
- «The Modern Home». The Cornell Reading Course for the Farm Home (Ithaca, New York: Cornell University) (43). 1912.[11]
- «Planning the Home Kitchen». The Cornell Reading Course for the Farm Home (Ithaca, New York: Cornell University) (108). julio de 1916.
- Path of a Free Soul: Offerings from a Private Journal, 1917-1927. s.i.: H.B. Young?. 1928. (enlace roto disponible en Internet Archive; véase el historial, la primera versión y la última).